# Mycale richardsoni
Mycale richardsoni är en svampdjursart som beskrevs av Bakus 1966. Mycale richardsoni ingår i släktet Mycale och familjen Mycalidae. Inga underarter finns listade i Catalogue of Life.